# Lagopsis
Lagopsis là một chi thực vật có hoa trong họ Hoa môi (Lamiaceae).

## Loài
Chi Lagopsis gồm các loài: